# Toloonops tolucanus
Espèce
Synonymes
- Oonops tolucanus Gertsch & Davis, 1942

Toloonops tolucanus est une espèce d'araignées aranéomorphes de la famille des Oonopidae.

## Distribution
Cette espèce est endémique de l'État de Mexico au Mexique,.

## Description
Le mâle décrit par Bolzern, Platnick et Berniker en 2015 mesure 1,74 mm et la femelle 2,00 mm.

## Étymologie
Son nom d'espèce lui a été donné en référence au lieu de sa découverte, le Nevado de Toluca.

## Publication originale
- Gertsch & Davis, 1942 : Report on a collection of spiders from Mexico. IV. American Museum novitates, no 1158, p. 1-19 (texte intégral).